# Marie Kubiak
Pour les articles homonymes, voir Kubiak.
Marie Kubiak, née le 11 mai 1981 à Valenciennes, est une footballeuse française évoluant au poste d'attaquante.

## Carrière

### Carrière en club
Marie Kubiak joue au cours de son enfance à la Jeunesse Olympique Wallers Arenberg. Elle rejoint ensuite en 1994 l'US Valenciennes-Anzin. Elle devient joueuse du RC Arras en 1996, puis de l'US Compiègne l'année suivante. 
Elle rejoint en 2000 le FC Lyon, avec lequel elle joue son premier match de première division lors de la saison 2000-2001. Elle est de 2001 à 2003 joueuse du Montpellier HSC, puis évolue pour l'ARS Juvignac de 2004 à 2007. Elle porte enfin les couleurs de l'Union Sportive Villeneuve-lès-Maguelone lors de la saison 2009-2010.

### Carrière en sélection
Marie Kubiak compte six sélections en équipe de France entre 1998 et 2002.
Elle joue son premier match en équipe nationale le 21 mars 1998, en amical contre la Pologne (victoire 3-0). En juin 2001, elle participe au championnat d'Europe organisée en Angleterre. Lors de cette compétition, elle joue un match contre le Danemark (défaite 3-4). Elle reçoit sa dernière sélection le 14 août 2002, en amical contre la Suisse (défaite 1-2).